# 門克新
門克新，陕西秦州（今甘肅省隴西縣）人，明朝政治人物。
門克新早年任泰州教諭。洪武二十六年秩滿入朝，召對經史及政治得失，直言不諱，得授左春坊左贊善。明太祖对吏部说：“左贊善門克新、右贊善王俊華，都是敢于直言的人。”洪武二十九年，任礼部尚书。不久患病，明太祖命太医治疗。其去世之後，太祖又命相关部门护送归乡丧葬。